# Гундемар Йозеф фон Щархемберг
Гундемар Йозеф фон Щархемберг (на немски: Gundemar Joseph von Starhemberg; * 17 март 1679, Линц; † 21 февруари 1743) е австрийски граф на Щархемберг и вице-президент на дворцовата камера.

## Произход и наследство
Той е най-големият син (от 12 деца) на граф Гундакар XVI фон Щархемберг (1652 – 1702) и съпругата му графиня Мария Анна фон Рапах (1654 – 1721), дъщеря на граф Карл Фердинанд фон Рапах (1620 – 1664) и графиня Мария Терезия фон Брандис († 1687). Внук е на граф Бартоломеус III фон Щархемберг-Шаунберг (1625 – 1676) и Естер фон Виндиш-Грец († 1697). Брат е на граф Отокар Франц Якоб фон Щархемберг (1681 – 1733) и граф Еразмус Кристиан фон Щархемберг (1685 – 1729).
На 2 януари 1689 г. баща му имперският граф Гундакер фон Щархемберг купува двореца и имението Аухоф при Линц от граф Кристоф Ернст фон Шаленберг. Дворецът остава собственост на фамилията до 1961 г.
Щархембергите са от 1765 г. имперски князе.

## Фамилия
Първи брак: ноември 1703 г. с Мария Максимилиана фон Щархемберг (* 1692/93; † 6 май 1714), дъщеря на финансовия съветник и австрийски политик граф Гундакар Томас фон Щархемберг (1663 – 1745) и графиня Мария Беатрикс Франциска фон Даун (1665 – 1701), сестра на фелдмаршал Вирих Филип фон Даун (1669 – 1741). Бракът е бездетен. Тя умира на ок. 21 години.
Втори брак: на 22 януари 1706 г. с графиня Мария Антония фон Йоргер († 22 февруари 1720). Те мат децата:
- Гуидобалдина (* 6 декември 1706; † 23 юни 1767, Виена), омъжена I. 1735 г. за чичо си граф Адам Максимилиан Франц фон Щархемберг (* 11 октомври 1669, Виена; † 27 ноември 1741, Виена), II. на 28 февруари 1751 г. за граф Йохан Йозеф фон Бройнер (* 12 януари 1687/2 януари 1688; † 2 януари 1762)
- Тереза (* 15 януари 1708), омъжена I. за Франц, II. за Карл Франц Орлик
- Мария Йозефа (* 14 декември 1709; † 9 октомври 1793), омъжена на 29 август 1737 г. за граф Йохан Лудвиг Йозеф фон Кевенхюлер-Франкенбург (* 4 септември 1707; † 17 декември 1753, Виена)
- Хайнрих Максимилиан (* 13 март 1712; † 1 януари 1765, Линц), женен за графиня Мария Анна фон Ходиц и Волфрамиц († 6 април 1768)
- Филип (* 1715)
- Йохан Лудвиг Адам (* 1 ноември 1717; † 29 август 1778), женен за Мария Терезия фон Щайн (1732 – 1764)
- Вилхелм (1724 – 1760)
- Мария Анна (1725 – 1740)

Трети брак: на 2 април 1731 г. във Виена с графиня Франциска фон Тюрхайм († 17 август 1772). Бракът е бездетен.